# Condado de las Navas
El condado de las Navas es un título nobiliario español creado por el rey Carlos IV de España por real decreto el 2 de marzo de 1795 y real despacho del 5 de mayo de 1795 a favor de José Ramírez Poblaciones Uribe y Rico, veinticuatro de la Real Cárcel de Salamanca.

## Denominación
La denominación del título se refiere al paraje de las Navas del Selpillar, en Lucena.

## Condes de las Navas
|                                     | Titular                                   | Periodo                             |
| Creado en 1795 por el rey Carlos IV | Creado en 1795 por el rey Carlos IV       | Creado en 1795 por el rey Carlos IV |
| ----------------------------------- | ----------------------------------------- | ----------------------------------- |
| I                                   | José Ramírez Poblaciones Uribe y Rico     | 1795-1816                           |
| II                                  | Juana Ramona Ramírez y Maldonado          | 1816-1847                           |
| III                                 | José Pizarro y Ramírez                    | 1847-1850                           |
| IV                                  | María del Carmen Pizarro Ramírez          | 1850-1885                           |
| V                                   | Juan Gualberto López-Valdemoro de Quesada | 1885-1956                           |
| VI                                  | María Felisa López-Valdemoro y Fesser     | 1956-1989                           |
| VII                                 | Enrique Ortiz y López-Valdemoro           | 1989-1994                           |
| VIII                                | María Teresa Ortiz y Osborne              | 1994-actual titular                 |

## Historia de los condes de las Navas
- José Ramírez Poblaciones Uribe y Rico, I conde de las Navas, veinticuatro de la Real Cárcel de Salamanca.[4] Era el hijo primogénito de Francisco de Paula Ramírez Poblaciones y de Juana de Uribe y Buenache [5]

Casó con María del Carmen Maldonado y Pizarro. Sucedió su hija en 1816:
- Juana Ramona Ramírez y Maldonado, II condesa de las Navas.[1][7]

Casó, el 29 de marzo de 1812, con el político liberal Luis Antonio Pizarro Ramírez, hijo de Juan Antonio Pizarro y de María Rita Ramírez. Le sucedió, el 28 de septiembre de 1847, su hijo:
- José Pizarro y Ramírez, III conde de las Navas.[1]

En 21 de septiembre de 1850, sucedió su hermana:
- María del Carmen Pizarro y Ramírez (Lucena, 1814-Gibraleón, 1882), IV condesa de las Navas[7] y dama de la Orden de Damas Noble de la Reina María Luisa.

Casó con Juan Gualberto de Quesada y Vial (baut. 12 de julio de 1785 en la catedral de Santiago de Chile-1836), IV conde de Donadío de Casasola, gobernador civil de Málaga. Le sucedió, el 17 de noviembre de 1885, su nieto, hijo de Juana Gualberta de Quesada y Pizarro (n. 1837), V condesa de Donadío de Casasola, y de Norberto López-Valdemoro.
- Juan Gualberto López-Valdemoro de Quesada (Málaga, 26 de septiembre de 1855-Madrid, 28 de abril de 1935), V conde de las Navas,[1][7] VI conde de Donadío de Casasola y gran cruz de la Orden civil de Alfonso XII, comendador de la Real Orden de Carlos III. Fue bibliotecario mayor en el Palacio Real de Madrid, académico de la Real Academia Española, y catedrático de filosofía y letras.[13]>

Casó en 1890 con María Fesser y Fesser. Le sucedió, por convalidación de 31 de marzo de 1956, su hija:
- María Felisa López-Valdemoro y Fesser, VI condesa de las Navas[1][14][15] y VII condesa de Donadío de Casasola.

Casó con José María Ortiz Tallo. Le sucedió, en 10 de noviembre de 1989, su hijo:
- Enrique Ortiz y López Valdemoro (1928-18 de octubre de 2024) VII conde de las Navas[16][17] y VIII conde de Donadío de Casasola.

Casó con María Teresa Osborne y Marenco (m. 1991), padres de Norberto Juan, María Teresa, Marta y María de la Luz. Le sucedió, por distribución, el 30 de diciembre de 1994, su hija:
- María Teresa Ortiz y Osborne, VIII condesa de las Navas.[18]

Casó con Felipe Roca de Togores y Pérez de Guzmán.